# Sant Vicenç de Castellet
Sant Vicenç de Castellet és un municipi de Catalunya, el més poblat del sud del Bages. És al bell mig de la resta de municipis que configuren aquesta subcomarca —coneguda com a Bages Sud— i té una funció de capitalitat pel que fa a la prestació de determinats serveis (comercials, educatius, sanitaris, notarials, etc.) a la resta de municipis: Monistrol de Montserrat, Castellbell i el Vilar, Marganell, Castellgalí i el Pont de Vilomara i Rocafort. És proper pel nord a la confluència del Llobregat i el Cardener, els Dosrius del terme de Castellgalí, i pel sud al congost de Castellbell. Està ben comunicat amb Manresa i Barcelona per dues línies de ferrocarril (RENFE i Ferrocarrils de la Generalitat de Catalunya) i per l'Autopista de Montserrat.
L'ortografia del nom oficial del municipi data del 1979. Prové de Sant Vicenç, el sant titular de la parròquia del municipi, i de «Castellet», en la documentació antiga Castelleto (segle xi). A dalt del turó més pròxim al nucli principal de població hi havia el Castell de Castellet, del qual actualment només es conserven part de les muralles, la torre del segle xiv-xv, l'antiga cisterna ampliada, les ruïnes de diferents dependències, així com la base de la torre de guaita del segle x-xi.
El municipi també era conegut a l'època medieval com a Castellet de Bages. A la Segona República (1931-1936) es coneixia per Castellet de Llobregat. Al segle xix el municipi sovint s'identificava a la premsa de l'època i en els documents com a Castellet. D'aquesta manera també es diferenciava del nucli de Vallhonesta, el terme del qual va ser incorporat al de Castellet el 1836.

## Geografia
- Llista de topònims de Sant Vicenç de Castellet (Muntanyes, serres, collades, indrets, rius, fonts, cases, masies, esglésies, etc).

Sant Vicenç de Castellet és a la vall del Llobregat, que travessa el terme, una mica més avall de la confluència amb el Cardener i fins poc abans del congost de Castellbell. Al vessant dret del riu, el municipi inclou la vall de la riera de Castellet, que solca els contraforts septentrionals del massís de Montserrat. A l'esquerra del riu, més enllà de la serra de Vallhonesta (Puigsoler, 523 m), comprèn la vall de la riera de Vallhonesta i el vessant esquerre de la vall de la riera de Santa Creu, que desaigüen també al Llobregat.

### La pedra
El terme municipal de Sant Vicenç de Castellet té unes condicions geològiques especials i per això des de fa molts anys s'aprofita aquest recurs natural. L'activitat extractiva industrial comença a finals del segle xix amb l'explotació de les pedres d'arenisca. Cap a l'any 1929-30 se'n treia també pedra calcària, que inicialment es portava a Barcelona per tallar-la i es polia a Sant Vicenç, fins que s'avançà imitant unes màquines de Macael. La pedra s'extreia manualment i s'utilitzava bàsicament per a fer voreres i enllosats.
L'any 1879, per a la construcció del cambril del monestir de Montserrat l'arenisca es portava amb ferrocarril a Monistrol i amb carros fins al monestir. Cap al 1927 hi havia cinc empreses dedicades a l'explotació de la pedra que donaven feina a una cinquantena de treballadors, un dels moments claus va ser durant la construcció de l'Exposició Universal de Barcelona de 1929 i les fonts de Montjuïc. El 1930 es feia amb el mateix material l'església de la colònia Gomis de Monistrol de Montserrat. El 1953 s'extreia un bloc de pedra de 55 tones per esculpir l'estàtua del Timbaler del Bruc, situada al peu de Montserrat al terme del Bruc.
A partir d'aleshores comença l'explotació de la pedra calcària, de característiques més dures i que permet ser polida, amb un acabat molt similar al marbre. Aquest tipus de pedra es va popularitzar molt ràpidament i va quedar identificada com a «Pedra Sant Vicenç», denominació amb la qual es coneix arreu i que s'aplica també a altres tipus de pedres encara que no siguin de la zona.
Actualment al municipi queda un grup d'empreses que encara treballen en el sector, però per tot el terme municipal queda un bon nombre de pedreres en desús que permeten veure com va ser de potent el sector a principis del segle xix. Algunes de les pedreres destacades són el Rubió, del Serrat Rodó, del Clot del Tufau, el Cornet, Balçamuller i Vallhonesta.

### Nuclis de població
La població de Sant Vicenç es concentra al nucli urbà a partir de la segona meitat del segle xix. Des de l'època medieval, segle xii, hi havia una agrupació incipient de serveis i cases al voltant de l'antiga sagrera de l'església parroquial, amb la presència del cementiri i diferents cases. La població disseminada està formada pels nuclis rurals de les Roques, Vallhonesta, les Boades, Clot del Tufau i del Serrat de la Beguda —en bona part nascuts a la segona meitat del segle xviii— i per les urbanitzacions de la Balconada i Can Xesc. Barris perifèrics del nucli principal són la Farinera, el Raval de les Roques i el Raval Nou.
| Entitat de població      | Habitants (2024) |
| Sant Vicenç de Castellet | 9.661            |
| la Balconada             | 327              |
| Can Xesc                 | 69               |
| el Clot del Tufau        | 48               |
| Boades                   | 15               |
| Vallhonesta              | 11               |
| Font: Idescat            |                  |

### Publicacions locals
Sant Vicenç compta amb dos mitjans de comunicació independents: El Breny i Digital Castellet. El Breny és un periòdic local mensual que es pot comprar als quioscos del poble. Conté reportatges, notícies, entrevistes. El Breny està gestionant al municipi una nova ràdio en streaming i en FM 99,3, que és com actualment està funcionant Castellet Ràdio. Digital Castellet: És un diari d'informació sobre cultura, actes, esports, etc.

### Infraestructures
Les excel·lents comunicacions que té Sant Vicenç de Castellet li proporcionen una posició estratègica a la Catalunya central: a mig camí entre l'àrea metropolitana de Barcelona i els Pirineus, ben connectat amb les comarques de l'interior de Catalunya gràcies a l'Eix del Llobregat (C-16) i l'Eix Transversal (C-25). Altres vies interurbanes són la carretera Abrera-Manresa (C-55), la d'accés nord-oest a Barcelona (C-58 (antiga A-18), que a l'alçada de Castellbell i el Vilar.
Pel que fa al tren, hi tenen parada la línia 4 de rodalies (R4), Manresa-Vilafranca-Sant Vicenç de Calders, i la línia Barcelona-Manresa-Cervera-Lleida, ambdues de RENFE, i la línia R5 (Barcelona-Manresa) dels Ferrocarrils de la Generalitat de Catalunya.
Pel que fa al transport públic per carretera, a Sant Vicenç de Castellet tenen parada o són punt de destí les següents línies de Transbages: la línia Manresa-Marganell, les línies 1 (Manresa-Castellgalí-Sant Vicenç), 2 (Manresa-El Pont de Vilomara-Sant Vicenç, 3 (Manresa-El Pont de Vilomara-Sant Vicenç-Castellbell-Monistrol) i 4 (Manresa-Castellgalí-Sant Vicenç-Monistrol-Castellbell). També hi passa la línia Manresa-Tarragona de la Hispano Igualadina.
Els canvis derivats del procés industrial i de l'arribada al municipi del ferrocarril van ser determinants en l'evolució i desenvolupament de Sant Vicenç de Castellet. El 1859, la companyia de Ferrocarril de Barcelona a Saragossa va posar en marxa el tram de Terrassa-Manresa, inaugurat el dia 3 de juliol. El 1860 el ferrocarril arribava ja a Saragossa. Aquesta línia va integrar el territori dins del trajecte Barcelona-Saragossa i va obrir grans possibilitats de desenvolupament industrial. L'any 1912 l'increment d'activitat econòmica va fer necessària la construcció d'una doble via. El 1914, aquesta mateixa companyia va decidir construir un dipòsit de reserva de màquines, convertint així Sant Vicenç de Castellet en un punt neuràlgic i estratègic de l'activitat ferroviària.
La companyia dels Ferrocarrils Catalans va decidir l'any 1924 executar un traçat viari alternatiu per enllaçar Barcelona amb Manresa, i aquest traçat va tenir també una estació a Sant Vicenç de Castellet.
El lligam entre Sant Vicenç de Castellet i el ferrocarril va determinar que en el primer quart de segle xx el municipi es convertís en un centre de comunicacions vital dins la xarxa ferroviària catalana, que va repercutir en el desenvolupament i instal·lació d'indústries, sobretot tèxtils i de la pedra, que van aprofitar els lògics avantatges d'instal·lar-se al costat dels canals de distribució dels materials. Això va donar a Sant Vicenç de Castellet l'apel·latiu de "població de pedra, cotó, vapor" que la defineix.
El ferrocarril va ser també un factor decisiu en el creixement del poble, amb l'arribada de moltes persones de fora que, per motius de treball, es van quedar a viure al poble amb les seves famílies.

### Clima
Té un clima mediterrani continentalitzat subhumit. El règim pluviomètric mostra un mínim a l'hivern i màxims a la primavera i a la tardor. Pel que fa a la temperatura, els hiverns són freds i els estius calorosos. L'amplitud tèrmica anual és alta, de fins a 20 °C, i el període lliure de glaçades va de juny a octubre.
El clima és humit i regularment fred a l'hivern i calent a l'estiu. La temperatura mitjana és de 36 graus a l'estiu i 2 graus sota zero a l'hivern.

### Demografia
La població del municipi ha anat creixent ininterrompudament des dels 527 habitants el 1857 fins als 7.583 el 1990, fins a 9.274 a l'any 2018.. En el quinquenni 1996-2001 el creixement de la població ha estat negatiu (-10,4%), sobretot a causa del saldo migratori (-7,7%), mentre que el saldo de la comarca i de Catalunya eren positius (3,0% i 7,1%, respectivament). En els últims anys, la situació s'ha invertit i la població ha experimentat un augment fins a arribar als 8.275 habitants empadronats en 2008.
| 1497 f | 1515 f | 1553 f | 1717 | 1787 | 1857 | 1877 | 1887  | 1900  | 1910  |
| ------ | ------ | ------ | ---- | ---- | ---- | ---- | ----- | ----- | ----- |
| 10     | 11     | 11     | 139  | 107  | 527  | 702  | 1.270 | 1.429 | 1.647 |

| 1920  | 1930  | 1940  | 1950  | 1960  | 1970  | 1981  | 1990  | 1992  | 1994  |
| ----- | ----- | ----- | ----- | ----- | ----- | ----- | ----- | ----- | ----- |
| 1.883 | 3.094 | 3.870 | 4.008 | 5.398 | 6.831 | 7.783 | 7.583 | 7.431 | 7.431 |

| 1996  | 1998  | 2000  | 2002  | 2004  | 2006  | 2008  | 2010  | 2012  | 2014  |
| ----- | ----- | ----- | ----- | ----- | ----- | ----- | ----- | ----- | ----- |
| 7.419 | 7.386 | 7.212 | 7.139 | 7.532 | 7.835 | 8.275 | 8.688 | 9.314 | 9.326 |

| 2016  | 2018  | 2020  | 2022  | 2024   | 2026 | 2028 | 2030 | 2032 | 2034 |
| ----- | ----- | ----- | ----- | ------ | ---- | ---- | ---- | ---- | ---- |
| 9.235 | 9.274 | 9.767 | 9.949 | 10.131 | -    | -    | -    | -    | -    |

El 2001 els immigrants de la resta de l'estat representen un 28% de la població i els estrangers en són un 3%. En 2008 el percentatge d'immigrants estrangers ha crescut fins a arribar quasi al 7% de la població, la majoria dels quals provinents del Marroc, Colòmbia i Romania.
La piràmide de població és indicativa dels fluxos migratoris que ha rebut el municipi, ja que s'eixampla de manera especial en les franges situades al voltant dels 25 a 35 anys. El 50,3% de la població és femenina i el 49,7% és masculina.

### Espais d'interès natural
La proximitat als parcs naturals de Sant Llorenç i de Montserrat, i les bones comunicacions han fet de Sant Vicenç de Castellet un punt de referència per a l'excursionisme. El sender GR-4 (Montserrat-Puigcerdà) travessa el terme d'oest a est i enllaça Sant Jaume de Vallhonesta amb el camí ral de Barcelona a Manresa. Poc abans d'entrar a Sant Vicenç el camí ral connecta, dins el terme de Rellinars, amb el sender GR-5 (Sitges-Canet de Mar).
L'extrem oriental del terme municipal de Sant Vicenç de Castellet forma part del Parc Natural de Sant Llorenç del Munt, concretament la part situada entre el coll de Gipó, la carena del Panissar, la riera de Matarrodona i Sant Jaume de Vallhonesta.
L'àrea de la serra del Ginebral i el torrent de les Pasteres fan de corredor natural entre el Parc Natural de Sant Llorenç del Munt i el Parc Natural de Montserrat. El sender de gran recorregut GR-4, que enllaça Montserrat amb Puigcerdà, travessa gran part del terme de Sant Vicenç, amb vistes excepcionals sobre el massís, com la que es pot obtenir des del serrat de la Beguda. També el camí romeu que unia Manresa amb Montserrat passa per Sant Vicenç.
Les Muntanyes Russes o els Terrers Blaus són un conjunt de petits turons situats a sota del turó de Castellet i formats per margues de coloració blavenca i de morfologia aixaragallada. L'indret ha estat tradicionalment un espai de lleure per als habitants del poble.

## Història
La presència humana més antiga que consta a Sant Vicenç de Castellet data del període mitjà del Neolític, ja que les troballes de la bòbila de Can Vidal i al carrer de la Igualtat així ho demostren. També s'han trobat a Castellet alguns fragments de terrissa que alguns havien datat a l'època ibèrica, però que encara queda per confirmar. Les restes més importants trobades a le sproximitats de Sant Vicenç de Castellet són les que venen de la romanització: la vil·la romana de Boades, el mausoleu de la Torre del Breny i el sepulcre de Baoades, al terme municipal de Castellgalí, però estretament relacionades amb Sant Vicenç de Castellet.
A l'edat mitjana, el petit domini de Castellet, configurat per castell i un terme, surt documentat per primera vegada a l'any 1001, encara que ja existia amb anterioritat. Va anar passant per les mans de diferents senyors més o menys propers. A grans trets la pesta negra del segle xiv i la crisi del XV, amb la Guerra Civil Catalana (1462-1472), van reduir-ne la població, que es va recuperar fins a la segona meitat del segle xviii, quan hi hagué una gran expansió agrícola i creixement demogràfic. Al municipi de Vallhonesta, l'activitat agrícola, centrada sobretot en el conreu de la vinya, va ser molt important. També ho van ser les activitats relacionades amb el pas del camí ral que unia Barcelona amb Manresa, amb un important hostal, el de Sant Jaume de Vallhonesta.
A mitjan segle xix es van iniciar els canvis que va marcar el creixement de Sant Vicenç de Castellet amb la instal·lació de fàbriques de riu, dedicades al tèxtil, al voltant del riu Llobregat. El 1836 s'agregà el municipi de Vallhonesta al de Sant Vicenç de Castellet. A partir 1845 es van instal·lar a Sant Vicenç les primeres indústries, aprofitant la força hidràulica del Llobregat. L'any 1867 es va construir el canal industrial que va donar una empenta definitiva a la indústria de la zona, la qual es va consolidar amb l'arribada del ferrocarril (els Ferrocarrils del Nord el 1859 i els Ferrocarrils Catalans el 1924).
A principis del segle xx l'estació ferroviària de Sant Vicenç de Castellet es va convertir en un punt estratègic del traçat Barcelona–Lleida–Saragossa, un dels elements que va impulsar el creixement de la població, que va passar dels 200 habitants del 1867 als 3.037 de l'any 1930. L'any 1917 s'hi van construir els dipòsits d'aigua i la reserva de màquines i entre els anys 1926 i 1929 es van fer els treballs d'electrificació de la línia Terrassa-Manresa. Aquestes circumstàncies van afavorir considerablement el comerç local, especialment durant la postguerra, època en què l'estraperlo (mercat negre) va fer cèlebre el nom de Sant Vicenç. A començament d'aquest segle també es va expandir l'activitat econòmica més representativa del municipi: l'extracció, elaboració i comercialització de la pedra.

### Municipi mil·lenari
El document que dona fe dels més de mil anys d'història documentada del municipi és una butlla papal en papir que data del mes de maig del 1001. En aquesta butla el papa Silvestre II ratifica la concessió dels béns i possessions del castell i terme de Castellet al bisbe Sal·la de la Seu d'Urgell i als seus successors. Aquell any el comte Ermengol I d'Urgell i el bisbe Sal·la van viatjar a Roma per visitar el papa Silvestre II, l'erudit monjo Gerbert d'Aurillac. El pontífex i el bisbe mantenien una gran amistat des que havien estudiat junts a Ripoll. El bisbe i el comte van tornar de Roma amb la butlla signada per Silvestre II, en la qual es reconeixien tots els privilegis i possessions del bisbat d'Urgell. El document és, per tant, d'una gran importància històrica.
La ratificació de béns indica que Castellet i el seu terme havien estat propietat ja al segle x de la diòcesi d'Urgell. Això vol dir que aleshores els entorns del municipi ja estaven habitats. El bisbat d'Urgell va conservar aquestes propietats fins a la segona meitat del segle xii, quan van ser venudes als comtes de Barcelona, els quals les van cedir després com a feu senyorial.
El document té forma de pergamí de grans dimensions i es troba avui dia a l'Arxiu del Museu Diocesà d'Urgell, on es va conservar durant segles. L'any 1925, per evitar que es degradés, la butlla va ser enviada als tallers del Vaticà, on es va fer un minuciós treball de restauració, després de ser estudiada per l'especialista alemany Paul Fridolin Kehr, que aquell mateix any va fer-ne una edició comentada a Berlín.

### El tèxtil
L'activitat tèxtil va començar a mitjan segle xix, aprofitant el riu Llobregat com a generador d'energia i l'oportunitat que oferia el ferrocarril per al transport de primeres matèries i productes acabats. L'activitat va anar augmentant i això es va traduir en l'arribada de moltes persones que buscaven feina i en l'increment també de l'activitat comercial.
El cotó va ser el centre de l'activitat industrial al principi, sobretot en la primera meitat del segle xx. La indústria del cotó va abastar diversos sectors a Sant Vicenç de Castellet com ara la filatura, el teixit o el tint i va esdevenir un dels principals pilars de vida per als veïns de Sant Vicenç de Castellet.
Als anys 70 es va iniciar la crisi del tèxtil amb un procés de regressió que ha estat irreversible, com a altres zones. Han desaparegut les grans indústries i, dels dos canals d'aigua, un s'ha perdut.

### El Modernisme
Hi ha diverses les mostres de modernisme a Sant Vicenç de Castellet. Destaca, el monument a Anselm Clavé, obra de l'arquitecte santvicentí Bernat Pejoan i dels escultors manresans Borjes. Es va inaugurar el 2 de maig de 1920 com a font pública, juntament amb la font de la plaça de l'Ajuntament. Inicialment es va col·locar a la plaça de Clavé, però posteriorment va ser traslladat a l'avinguda del Secretari Canal, on es pot observar actualment, tot i que sense la font. Es va construir amb pedra sorrenca, que prové de les pedreres del municipi.
Són també representatives d'aquest moviment artístic algunes cases del poble. Destaquen: la Torre, al carrer de Pompeu Fabra; la Torre d'en Bernat, al carrer Francesc Macià; i la casa al número 6 del carrer del Montseny. Aquests edificis presenten decoració interior i exterior en forma de mosaic, treballs en fusta i forja. També són habituals elements ornamentals, com ara: boles recobertes de ceràmica vidriada verda o negra, copes de fruita, flors, garlandes, pinyes, etc. Aquests elements decoratius es feien portar de Barcelona, de can Garrit, que és on es fabricaven.

### El pont del riu Llobregat
El pont sobre el riu Llobregat comunica la carretera C-55 amb el poble de Sant Vicenç. És un pont de pedra, extreta de la pedrera del Clot del Tufau, i ciment que fa aproximadament 200 m de llarg, amb dos carrils per vehicles i dos per vianants separats del central amb una barana baixa de ferro. El pont es suporta sobre pilars que recolzen quatre arcs de 25 metres de llum cada un.
La iniciativa de construir un pont més sòlid va sorgir de llavors alcalde Àngel Vila i Lloch a causa de la riuada que el 1913 es va endur per enèsima vegada la palanca deixant el poble incomunicat. Els terrenys en els quals va ser edificat el pont van ser donats pels grans propietaris: Joan Calsona, Miquel Vives, Maria Gimferrer i Francesca Playà. Àngel Vila i Llonch fins i tot va actuar com a contractista de les obres del pont en no presentar-se cap empresa a la subhasta per l'adjudicació de l'obra, i amb la intenció de que no es retardés més el començament.
La construcció es va iniciar  el desembre de 1920, però malauradament l'agost de 1921 una riuada es va endur el que ja s'havia construït i es va haver de tornar a començar. Àngel Vila va dimitir ja que no disposava de recursos econòmics per continuar l'obra. El substituí el tinent d'alcalde Enric Callís i Bey, que prosseguí les obres del pont, inaugurant-se el 8 de setembre de 1923.
L'any 1939, amb motiu de la Guerra Civil, amb la retirada de l'exèrcit republicà (el 26 de gener) (el 27 va entrar l'exèrcit franquista) es va volar el pont i fins al 1942 no es va acabar de reconstruir pel mateix autor del pont anterior, Eduard Peña, i obra feta per l'empresa Fomento de Obras y Construcciones, S.A.
L'any 1996 s'inicien les obres per ampliar el pont mantenint la mateixa estètica original. S'eixampla amb un carril més i dues voreres per vianants. Es va inaugurar el 8 de novembre de 1997.

## Cultura
Sant Vicenç de Castellet té una animada vida social i cultural que dinamitzen un bon nombre d'entitats.

### Festes i tradicions populars
- Cavalcada de Reis (5 gener). Desfilada de Ses Majestats els Reis Mags de l'Orient que se celebra la vigília del dia de Reis.
- Festa Major d'hivern (22 gener). La Festa Major d'hivern se celebra amb motiu de la festivitat de Sant Vicenç. El programa d'actes que es prepara inclou actuacions teatrals, música, excursions guiades al Parc Natural de Sant Llorenç del Munt, i el Cicle de Música d'Hivern.
- Carnestoltes. Organitzat per la Comissió de Festes, comprèn una desfilada de disfresses, i l'enterrament de la sardina.
- Festa dels Carreters (normalment al mes de març). Els actes dels Tres Tombs, de caràcter ja tradicional, consten de benedicció dels cavalls, la cercavila i els Tres Tombs pels carrers del municipi, encapçalats pel capità de bandera i els cordonistes, amb acompanyament de bandes de música.
- Aplec de Vallhonesta (1 maig). La celebració d'aquest aplec es fa a l'ermita romànica de Sant Pere de Vallhonesta. Els santvicentins pugen a l'ermita, on es reparteix a tothom un panellet. Els més joves pugen a l'ermita la nit abans per fer gresca, i passen la nit al refugi. L'aplec de Vallhonesta és una tradició que es remunta al segle xvii.
- Caramelles (dissabte tarda i diumenge de Pasqua). Tradicionals cantades de caramelles a càrrec dels grups de la Societat Coral l'Estrella, l'Agrupació Musical Castellet i l'esbart dansaire Santvicentí.
- Ball de gitanes. Una de les festes tradicionals més característiques de Sant Vicenç de Castellet. Es tracta d'una tradició que van introduir a Sant Vicenç un grup de picapedrers de Caldes de Montbui que a principis del segle xx van venir a treballar al poble. És un dels balls més lluïts del repertori de l'esbart dansaire santvicentí, que compta també amb una versió popular oberta a tothom i que es balla per la Pasqua Granada a la plaça de l'Ajuntament.
- Fira del vapor. La fira del vapor recrea la vida a la localitat en els anys 1868 i 1923. Se celebra en commemoració de l'entrada del primer ferrocarril al poble.[4]
- Festa Major d'estiu (segon cap de setmana de juliol). El programa d'actes compta amb activitats festives, culturals i esportives. Són ja habituals el correfoc, els espectacles de dansa, música i teatre, cinema a la fresca, els balls de Festa Major, l'elecció de pubilla, dama, hereu i fadrí del municipi i el tradicional castell de focs. L'inici de la festa arriba uns dies abans, l'1 de juliol, amb l'Homenatge a la Vellesa.
- Aplec de Castellet (segon cap de setmana de setembre, al voltant de la Diada). Els participants de l'Aplec pugen en romeria al santuari de Castellet acompanyats pels gegants. Es fa parada al pla de les Vives per esmorzar, tradicionalment coca i xocolata. Després de la missa a l'ermita hi ha actuacions de l'Esbart dansaire Santvicentí, la coral Al Vent i la Societat Coral l'Estrella. L'Aplec compta amb el solemne vals dels Barons de Castellet, que ballen els gegants Marià i Paula. La festa, organitzada cada any per la Colla de Geganters del municipi, acaba amb un dinar de germanor.
- Aplec de la Sardana. Organitzat cada any per l'Agrupació Sardanista Sant Vicenç de Castellet el mes de setembre. L'Aplec se celebra cada any a la Plaça Catalunya del municipi.
- Cagatió popular (diumenge anterior a Nadal). La festa té lloc a la plaça de l'Ajuntament, on s'aplega tota la mainada del poble. El tió entra a la plaça en carro i acompanyat pels tioners. Aleshores els nens i nenes el fan cagar regals i llaminadures. La festa del cagatió compta també amb un pessebre vivent que escenifica l'Associació Musical Castellet i amb danses de l'Esbart Dansaire Santvicentí. Ho organitza la Colla de Geganters amb la col·laboració de comerciants.
- Els Pastorets. Representació tradicional de teatre que es fa per les festes de Nadal.

### Entitats
| - Agrupació Artística Sant Vicenç - Agrupació de Pescadors amb Canya - Agrupació Sardanista de Sant Vicenç de Castellet - Associació Art i Cultura Sant Vicenç de Castellet - Asociación Cultural Rociera de Sant Vicenç de Castellet - Associació Cultural Col·lectiu El Breny - Associació Cultural Coral Al Vent - Associació Cultural de Transportistes i Conductors - Associació de Gent Gran L'Esplai - Associació de Voluntaris de Protecció Civil - Associació Futbol Sala Sant Vicenç - Associació Esportiva Senglars Punk SVC - Associació Lluita contra el càncer - L' Associació Musical Castellet és una entitat creada el 1974 juntament amb la Coral Infantil Nou Horitzó sota l'impuls del mossèn Pere Soldevila i un grup de pares i cantaires de la Coral Al Vent per l'educació musical i cultural al temps de lleure. Des del 1984 porta a terme les representacions dels pastorets de Castellet. - Associació Social Sempre Dones - ASVICAF - Associació Sant Vicenç de Castellet Amics del Ferrocarril - Associació de Veïns Can Xesc - Associació de Veïns La Farinera - Associació de Veïns Plaça Catalunya - Associació de Veïns Plaça Espanya - Associació de Veïns Sant Pere de Vallhonesta - Càritas Parroquial - Centre de Cultura Popular Carme Baldelló - Centre Excursionista de Sant Vicenç de Castellet - Centro Cultural Andaluz-Casa de Andalucía - Ceps i Manduca - Cercle de Ioga Sol i Lluna | - Club d'Escacs Castellet - Club de Bàsquet Castellet - Club de Futbol Atlètic Sant Vicenç de Castellet - Club de Futbol Sant Vicenç - Club de Pesca Olímpic Castellet - Club Hoquei Castellet - Club Kàrate-Do Sant Vicenç de Castellet - Club Natació Castellet - Club Petanca Atlètic Castellet - Club Petanca Sant Vicenç - Club Rugby Castellet - Club Taekwondo Castellet - Club Tot Judo - Club Unió Ciclista Sant Vicenç - Colla de Geganters de Sant Vicenç de Castellet - Comissió Cavalcada de Reis - Esbart Dansaire Santvicentí - Gremi de Carreters i Cansaladers - Grup de Teatre Cul-i-seu - Grup Vocal Eumèlia - Moviment d'Acció Cultural Santvicentí (MACS) - Patronat Homenatge a la Vellesa - Penya Blaugrana de Sant Vicenç de Castellet - Societat Coral L'Estrella - Tot Moto Bages Sud - Unió de Botiguers i Comerciants (UBIC) de Sant Vicenç de Castellet - Unió Ocellaire de Sant Vicenç |

### Equipaments públics
| - Biblioteca S.Vives Casajuana - Camp de Futbol Municipal - CAP - Cementiri Municipal - CEIP Sant Vicenç - Escola Puigsoler - Espai Ateneu - Casal de Joves el Rkó | - Deixalleria - Escola Municipal de Música - Escola Bressol Municipal "El niu" - IES Castellet - Pavelló Esportiu Municipal - Piscina Municipal |

## Patrimoni històric

### La torre i castell de Castellet
A la banda dreta del riu Llobregat, destaca un turó amb la torre del castell de Castellet, ben visible al seu cim. S'hi accedeix amb vehicle per una desviació a la dreta des de l'eix del Llobregat, a l'alçada del pla de les Vives, que tot enfilant-se ràpidament hi porta en pocs minuts. La torre és de planta quadrada i pertanyia al Castell de Castellet, La primera referència documental del castell és de l'any 1001. De planta quadrada, es va construir al segle XIII, després de la destrucció del castell el 1277 per Humbert de Rocafort. Actualment del castell es conserven uns fragments de muralles que envoltaven la part nord del turó com a nucli defensiu.
Al costat de la torre trobem l'ermita de la Mare de Déu de Castellet, construïda al segle xiii i restaurada el 1884. L'ermita de Santa Maria de Castellet, dedicada a la Verge de Castellet, ha estat al llarg de la història el santuari marià dels municipis del Bages Sud. Avui dia encara es conserva una talla romànica de fusta de la Mare de Déu de Castellet. L'any 2000 es va celebrar el 50è aniversari de la seva entronització.
L'any 1999 es va observar un agreujament molt important en les esquerdes que ja s'havien detectat al turó de Castellet. El procés d'erosió de la base s'havia accentuat tant que podia fer perillar l'estabilitat de les construccions situades al damunt. És en aquest moment que es decideix que cal una actuació urgent per evitar la pèrdua d'aquest important patrimoni cultural del municipi. El conjunt restaurat i rehabilitat va ser inaugurat el 13 d'abril de 2003.
Al turó s'han fet altres intervencions per potenciar la zona com un espai de lleure. En el pla més elevat del turó és el lloc on es col·loca la senyera cada any amb motiu de la Diada de Catalunya de l'11 de Setembre.

Actualment el conjunt monumental es veu immers en un pla director de restauració integral.

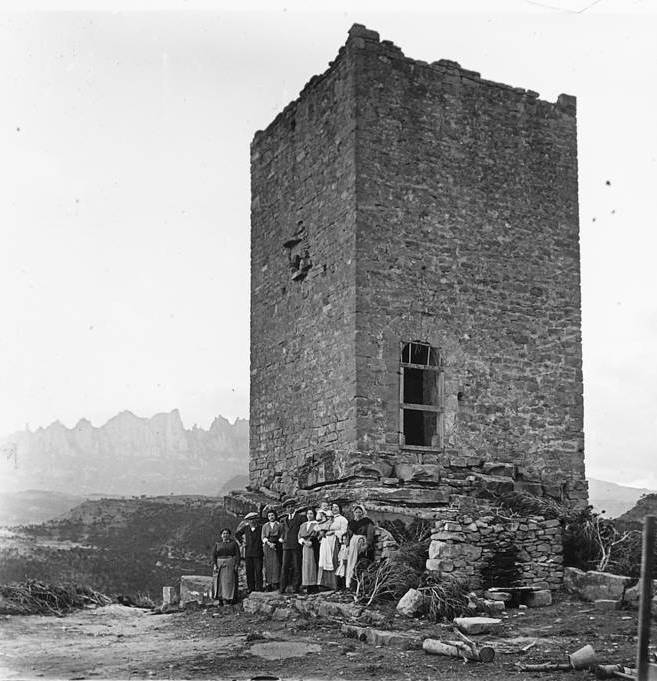
La Torre de Castellet el 1915

El setembre de 2001 van començar les obres de restauració de la torre per iniciativa de l'Ajuntament amb la col·laboració de la Generalitat i de la Diputació. Es van sanejar els talussos del turó, fixar-ne la base amb formigó projectat i mallat, i també relligar la part superior de la muntanya amb ancoratges.
Així ho expliquen des del govern del poble santvicentí, el qual espera fer visitable la zona a partir de l'any vinent. El projecte preveu executar les obres de consolidació del jaciment arqueològic, una intervenció que culmina les actuacions executades en fases anteriors per fer visitable el conjunt monumental com a obra única.
El projecte, dirigit pel Servei de Patrimoni Arquitectònic Local, preveu una inversió de 157.000 euros en l'àmbit de les excavacions que van des de la façana nord de l'ermita fins al final del turó. Tot plegat, servirà per recuperar l'element patrimonial més important del poble.
Les obres van començar fa un parell d'anys i la idea és que acabin durant el 2022 amb el ferm objectiu de convertir la zona en un espai visitable, amb la museïtzació del castell.
Durant els mesos de desembre de 2018 i març de 2019, es va realitzar una recerca arqueològica a la part nord del conjunt monumental de Castellet, on se situava l'antic castell de Castellet.
L'ermita de la Mare de Déu de Castellet
La primera referència documental del castell és de l'any 1001. De planta quadrada, es va construir al segle XIII, després de la destrucció del castell el 1277 per Humbert de Rocafort. Actualment del castell es conserven uns fragments de muralles que envoltaven la part nord del turó com a nucli defensiu.
Al costat de la torre trobem l'ermita de la Mare de Déu de Castellet, construïda al segle xiii i restaurada el 1884. L'ermita de Santa Maria de Castellet, dedicada a la Verge de Castellet, ha estat al llarg de la història el santuari marià dels municipis del Bages Sud. Avui dia encara es conserva una talla romànica de fusta de la Mare de Déu de Castellet. L'any 2000 es va celebrar el 50è aniversari de la seva entronització.
L'any 1999 es va observar un agreujament molt important en les esquerdes que ja s'havien detectat al turó de Castellet. El procés d'erosió de la base s'havia accentuat tant que podia fer perillar l'estabilitat de les construccions situades al damunt. És en aquest moment que es decideix que cal una actuació urgent per evitar la pèrdua d'aquest important patrimoni cultural del municipi. El conjunt restaurat i rehabilitat va ser inaugurat el 13 d'abril de 2003.
Al turó s'han fet altres intervencions per potenciar la zona com un espai de lleure. En el pla més elevat del turó és el lloc on es col·loca la senyera cada any amb motiu de la Diada de Catalunya de l'11 de Setembre.

### Sant Pere de Vallhonesta
Vallhonesta era un municipi independent fins que a l'any 1836 es va agregar al de Sant Vicenç de Castellet. La vinya, els cereals i les oliveres, la trilogia meditarrània, han estat la base dels cultius històrics a la zona. Conserva encara el seu caràcter rural i és una de les portes d'entrada del Parc Natural de Sant Llorenç del Munt.
El nucli rural de Vallhonesta en destaca l'Ermita de Sant Pere construïda al segle xi, d'estil romànic. És especialment singular el seu campanar d'espadanya del segle xiii, amb quatre finestrals. Té diferents etapes constructives. La part més antiga és l'absis d'estil lombard i l'inici de la nau, que corresponen al segle xi. La resta de la nau es va reedificar el segle xii, potser per substituir una nau preromànica. A principis del segle xiii es va refer el mur de ponent, on s'alça el campanar. A l'interior s'hi conserva un sarcòfag romànic.
D'altra banda, a dalt d'una carena molt propera, que separa els termes municipals de Sant Vicenç de Castellet, Mura i el Pont de Vilomara, hi ha les restes de l'antic hostal i de l'Ermita de Sant Jaume de Vallhonesta, al peu de l'antic camí ral de Manresa a Barcelona, que fins a la construcció de la carretera de can Maçana (mitjan segle xix) va ser la via de comunicació més ràpida entre Manresa i Barcelona.
L'Hostal de Sant Jaume, avui en ruïnes, va ser també una important caserna i centre de defensa del camí ral i dels municipis propers durant la Guerra del Francès. També durant la postguerra va ser escenari de l'activitat dels maquis, molt presents als paratges més feréstecs del Bages sud. Pel que fa a l'ermita, d'origen romànic, es va restaurar el segle xv i es manté en bon estat de conservació.

### El sepulcre de Boades
En unes excavacions arqueològiques dels anys 1934-1935 en una vinya es va descobrir un sepulcre romà a Boades. Pertany a la parròquia de Sant Vicenç de Castellet, però està al terme municipal de Castellgalí. De fet, el jaciment de Boades ja era conegut des de principi del segle xx, encara que se'n va donar un major ressò gràcies a les excavacions dels anys 1930 per part del Centre Excursionista Montserrat de Manresa i a l'arranjament del sepulcre per part de l'entitat barcelonina Amics de l'Art Vell. Actualment les restes arqueològiques de Boades es poden visitar al Museu Comarcal de Manresa.
Considerat com un dels prototipus d'edificis funeraris romans a Catalunya, el sepulcre es caracteritza per haver estat una petita cel·la o cambra de planta quadrada, lleugerament rectangular, que forma part de la vil·la romana de Boades. L'estructura exterior fa 5,1 m per 5,6 m, i l'interior 3,9 m per 3,6 m. La coberta interior té una volta de canó mentre que la teulada és a doble vessant. Té una alçada total de 3 m a l'arrencada de la coberta i de gairebé 5 m a la carena del teulat.

### La torre del Breny

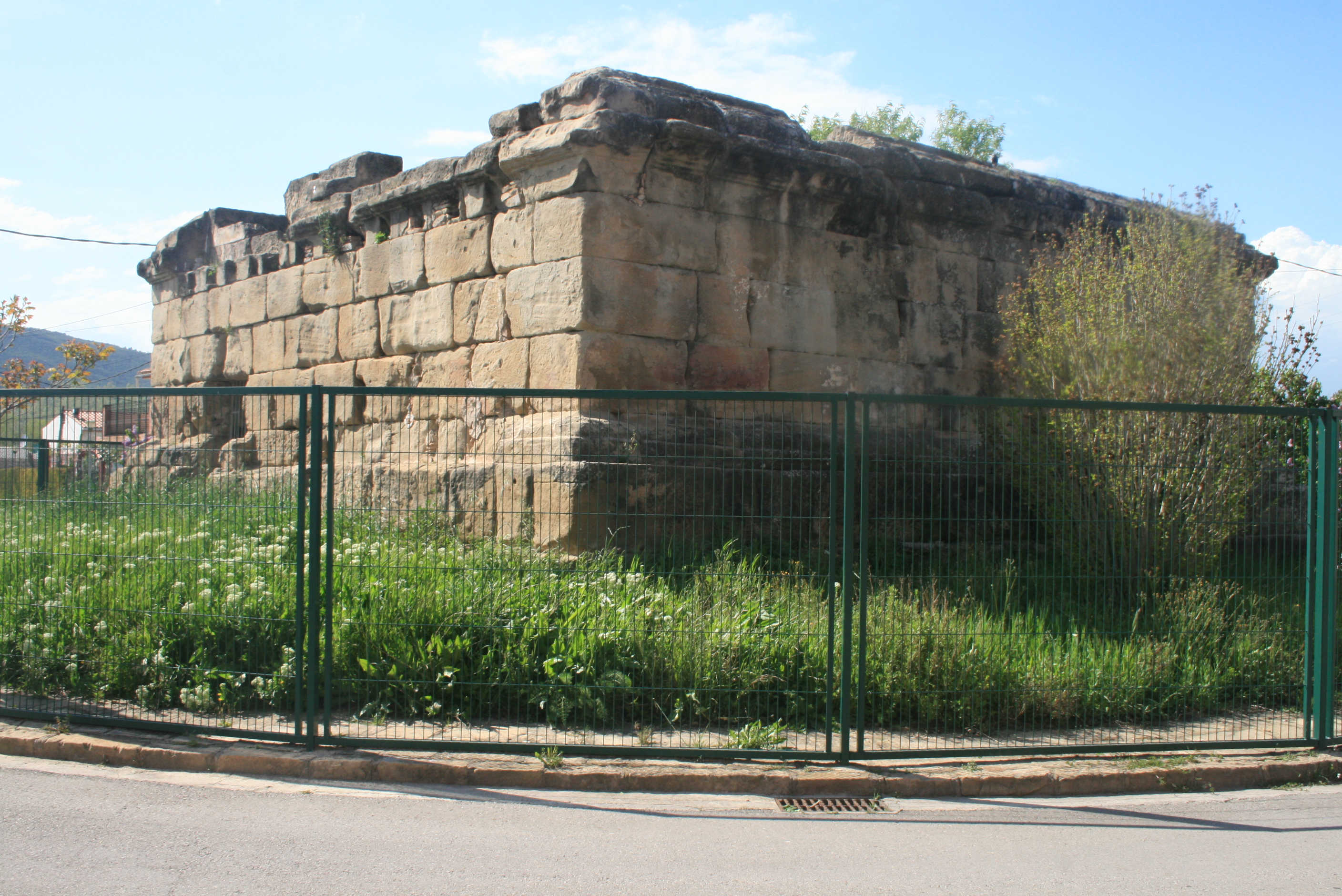
La torre del Breny

La torre del Breny és molt a prop de la confluència dels rius Llobregat i Cardener, al terme de Castellgalí, i al costat d'un camí d'origen romà que penetrava des de Martorell cap a l'interior. És un monument funerari romà construït al segle iii, segurament com a necròpolis privada d'alguna família important del poblat preromà de Boades. L'any 1870 va ser destruïda la part superior per utilitzar les pedres en la construcció de la part subterrània de la sala de turbines de la fabrica Cots, coneguda actualment com a fàbrica Soler.
És coneguda popularment com a Torre dels Dimonis. Forma part de l'imaginari col·lectiu santvicentí i és font de nombroses llegendes locals.

### Construccions de pedra seca
Sant Vicenç de Castellet ha tingut un important passat vinícola dins una comarca, el Bages, que va ser de les de més producció de vi a final del segle xix. Per això ens han arribat avui dia les construccions de pedra seca com ara les barraques de vinya, les tines al mig del bosc o adosades a les cases, els marges i les fonts de clot al costat de les rieres que es poden veure en tot el terme municipal.

## Economia
L'agricultura ocupa només unes 192 ha, amb un predomini del conreu de cereals i dels fruiters. Els conreus de vinya, oliveres i ametllers, majoritaris en el passat, són ara molt minoritaris. A la vora esquerra del Llobretat hi ha petits horts familiars de regadiu. El terreny forestal ocupa unes 418 ha, on hi destaquen alguns boscos de pi blanc.
Els polígons industrials ocupen una superfície important del municipi. La indústria tèxtil és encara la més important, seguida per la de materials per a la construcció, la metal·lúrgica i les serradores de fusta. El sector tèxtil es caracteritza per ser un ventall d'activitats molt divers i subsidiàries d'altres com ara els tints, la confecció i una considerable activitat submergida. El sector de la pedra viu un bon moment després d'haver passat per cicles diversos, però sense haver patit una crisi tan important com la que va afectar el tèxtil. S'extreu la pedra del país (pedra calcària i gres), però també es treballa amb altres materials, com ara el marbre que importen des de Suècia, Itàlia, Albània, Brasil o Portugal, entre altres països.
| Polígon                        | Localització | Accés                          | Extensió (m²) |
| ------------------------------ | --- | ------------------------------ | ------------- |
| Clot del Tufau                 | A l'oest del nucli urbà i del riu Llobregat | Pel carrer Clot del Tufau      | 100.922       |
| Castell                        | Al Pla de les Vives | Pel carrer Lleida              | 62.792        |
| Pla de les Vives I             | Al sud-oest del nucli urbà, a l'oest del riu Llobregat i al peu de la C-55                                                                                | Per la carretera C-55          | 102.836       |
| Pla de les Vives II            | Al sud-oest del nucli urbà, a l'oest del riu Llobregat i al peu de la C-55, entre el polígon Pla de les Vives I i l'antiga carretera Esparreguera-Manresa | Per la carretera C-55          | 40.090        |
| Pla del Riu I                  | Al sud del nucli urbà, al peu de la C-55 i, a l'est del riu Llobregat                                                                                     | Per carrer municipal           | 41.976        |
| Pla del Riu II                 | Al sud del nucli urbà, al peu de la C-55, a l'est del riu Llobregat i a l'oest del polígon industrial Pla del Riu I                                       | Per carrer municipal           | 87.254        |
| Entre Vies                     | Al nord del nucli urbà i a l'est del riu Llobregat | Pel camí de la Torre del Breny | 48.800        |
| Llobregat - Pla de la Ceràmica | Al nord del nucli urbà i a l'est del riu Llobregat | Pel camí de la Torre del Breny | 22.210        |
| Les Vives-Castellet            | A l'oest del nucli urbà i del riu Llobregat, i al sud del polígon industrial Clot del Tufau                                                               | Pel camí de Cal Gravat         | 78.359        |
| Casacuberta                    | A l'oest del nucli urbà i del riu Llobregat, i al sud del polígon industrial Clot del Tufau                                                               | Pel camí de Cal Gravat         | 54.000        |
| Nord                           | Al costat del polígon industrial Entre Vies | Per la Via Augusta             | 112.926       |
| Antiga Fàbrica Balet           | Entre el riu Llobregat, el carrer Alfons XII, el tram final del passeig Francesc Macià i el final de la Zona Esportiva Municipal                          | Pel passeig de Francesc Macià  | 14.526        |

Amb dades de 2007, es pot dir que la majoria dels treballadors treballen al sector sector industrial (47%), seguit pel sector serveis (35%) i la construcció (18%). L'agricultura no arriba a generar l'1% dels llocs de treball. En total, hi ha 2.774 llocs de treball i 296 empreses.
El 1992 es va fundar el Consorci de Formació i Iniciatives del Bages Sud amb l'objectiu de dedicar-se al desenvolupament dels municipis d'aquesta subcomarca, però també a la promoció econòmica, el suport a la creació d'empreses i la formació per al treball. La seu del Consorci és a Sant Vicenç i inclou tots els municipis del Bages sud. El Consorci s'havia convertit en un referent a tota la comarca del Bages. Un dels eixos centrals és la promoció d'ocupació amb borsa de treball pròpia i un treball paral·lel de contacte amb les empreses. També destaca el Pla Integral de Formació per a Adults creat el curs 1998-99 i l'Observatori del Mercat de Treball del Bages, un programa de recollida, anàlisi i difusió d'informació social i laboral de la comarca del Bages. Víctima de la crisi, el Consorci va tancar l'octubre de 2011.

## Política
Segons les darreres eleccions municipals (2023), la composició del consistori és la següent:
| Candidatura | Candidatura                       | Cap de llista              | Vots  | Regidors | % vots |
| ----------- | --------------------------------- | -------------------------- | ----- | -------- | ------ |
|             | JuntsxSVC                         | Dani Mauriz                | 1.795 | 7        | 38,24  |
|             | Esquerra Republicana de Catalunya | Adriana Delgado i Herreros | 848   | 5        | 21.00  |
|             | SV Sou Vosaltres                  | Jordi Bacardit Gordo       | 649   | 2        | 16.07  |
|             | PSC                               | Isabel Pérez i Estrada     | 289   | 1        | 7.15   |
|             | Nuls                              | -                          | 50    | -        | 1,2    |
|             | Blancs                            | -                          | 70    | -        | 1,69   |
| Total       | Total                             | 4182                       | 4182  | 13       | 100    |

| Període     | Alcalde o alcaldessa                                             | Partit polític     | Data de possessió | Observacions |
| ----------- | ---------------------------------------------------------------- | ------------------ | ----------------- | ------------ |
| 1979–1983   | Joan Masafret i Casadevall                                       | CIU                | 19/04/1979        | --           |
| 1983–1987   | Joan Masafret i Casadevall                                       | CIU                | 28/05/1983        | --           |
| 1987–1991   | Martin Muns Grau / Francesc Ubach Vilanova                       | PSC / Independents | 30/06/1987        | --           |
| 1991–1995   | Francesc Ubach Vilanova / Martin Muns Grau                       | CIU / PSC          | 15/06/1991        | --           |
| 1995–1999   | Joan Montsech Vila                                               | PSC                | 17/06/1995        | --           |
| 1999–2003   | Joan Montsech Vila                                               | PSC                | 03/07/1999        | --           |
| 2003–2007   | Valentí Carrera Vila / Joan Montsech Vilà / Gloria Torner Miguel | ERC / PSC          | 14/06/2003        | --           |
| 2007–2011   | Joan Manel Garcia Campillo                                       | CiU                | 16/06/2007        | --           |
| 2011–2015   | Joan Torres Pérez                                                | CIU                | 11/06/2011        | --           |
| 2015–2019   | Joan Torres Pérez                                                | CIU                | 13/06/2015        | --           |
| 2019-2023   | Adriana Delgado i Herreros                                       | ERC                | 15/06/2019        | --           |
| Des de 2023 | Dani Mauriz Vidal                                                | Junts              | 17/06/2023        | --           |